# Латр де Тассиньи, Жан де
Жан Жозеф Мари Габриэль де Латр де Тассиньи (фр. Jean Joseph Marie Gabriel de Lattre de Tassigny; 2 февраля 1889 года, Муйрон-ан-Паре, Франция — 11 января 1952 года, Париж, Франция) — маршал Франции, участник Первой и Второй мировых войн.

## Биография
Родился в дворянской семье. Отец, Роже Жозеф де Латр де Тассиньи (фр. Roger Joseph de Lattre de Tassigny), в течение многих лет был мэром коммуны Муйрон-ан-Паре (фр.). Мать — Анна Мария-Луиза Эно (фр. Anne Marie-Louise Hénault, 1862—1938).
Учился в коллеже Св. Иосифа в Пуатье и в Париже.
Год прослужил солдатом, а затем бригадиром 22-го драгунского полка. (Во французской кавалерии того времени звание «Brigadier» — «бригадье» примерно соответствовало чину «младший унтер-офицер» русской императорской армии). Затем, в 1909 году, поступил в военную академию Сен-Сир, которую закончил четвёртым по успеваемости.
С 1911 года учился в Кавалерийской школе (фр.) в Сомюре.
В 1912 году окончил обучение и в звании младшего лейтенанта выпущен в армию и направлен в 12-й драгунский полк.

### Первая мировая война
11 августа 1914 года ранен в колено, а месяц спустя во время разведывательного задания ранен пикой в грудь.
С 1915 года служил в пехоте. В составе 93-го пехотного полка принял участие в боях за Верден, Шмен де Дам и вновь был тяжело ранен три раза.
Первую мировую войну закончил в звании капитана, имея офицерский крест ордена Почётного легиона и Военный крест с восемью отличиями.

### Служба в период между Первой и Второй мировыми войнами
После войны служил в Бордо, а затем в 49-м пехотном полку в Байонне.
В 1921 году добровольно перевёлся на службу в Марокко.
В 1921—1926 годах — начальник штаба района Тазы во время операции в Рифе.
Дважды ранен в ходе этих операций, получил три отличия, и, в порядке исключения, был повышен в звании до шефа батальона.
В 1927 году поступил в Военную академию (фр.).
С 1929 года по 1931 год служил в 5-м Пехотном полку в Коломмьере (фр.). Затем назначен в 4-е бюро Генерального штаба армии, произведён в полковники, и служил в штабе генерала Максима Вейгана с 1932 года до 1935 года.
С 1935 года — полковник.
С 1935 по 1937 годы — командир 151-го Пехотного полка в Меце.
В 1938 году, в течение года, проходил подготовку в Центре высшего военного образования (фр.). После окончания обучения назначен начальником штаба военного губернатора Страсбурга.
В 1939 году повышен в звании до бригадного генерала, став самым молодым генералом Франции.

### Вторая мировая война
Со 2 сентября 1939 года — начальник штаба 5-й армии.
В январе 1940 года принял командование над 14-й пехотной дивизией. В ходе немецкого наступления в мае 1940 года его подразделения трижды отразили атаки противника и захватили две тысячи пленных.
После перемирия назначен заместителем командующего войсками 13-го Военного округа в Клермон-Ферране.
Возвратился во Францию в январе 1942 года и был назначен командиром 16-й дивизии в Монпелье и произведён в генералы армейского корпуса.
11 ноября 1942 года, с приходом немецких войск в южную зону Франции, приказал своим войскам покинуть гарнизон и сопротивляться. Был предан и арестован, интернирован в Тулузе, а затем переведён в Форт Монтлюк в Лионе.
В январе 1943 года приговорён к десяти годам тюремного заключения и переведён в Рьоме.
В ночь со 2 на 3 сентября 1943 года при содействии французского Сопротивления бежал из заключения. Покинул Францию и прибыл в Лондон. Позже перебрался в Алжир.
11 ноября 1943 года генералом Шарлем де Голлем был повышен в звании до генерала армии.
После итальянской кампании получил приказ формировать Командование Б и Армию Б, в сентябре 1944 года преобразованные в 1-ю французскую армию.
В июне 1944 года, после освобождения острова Эльбы, войска Армии Б высадились в Провансе и с 15 августа действовали вместе с союзниками. После освобождения Тулона и Марселя начались бои за освобождение долины Роны, в ходе которого французские войска принимали участие в жёстких боях при Шалон-сюр-Сон, Бон и Отёне.
24 сентября 1944 года в замке Бурнель — резиденции маркиза де Мустье — генерал де Голль вручил де Тассиньи орден Освобождения.
Войска 1-й армии с боями дошли до Рейна, достигнув этой реки первыми из всех союзных армий. Армия воевала в Австрии.
От имени Франции 8 мая 1945 года подписал в Карлсхорсте Акт капитуляции Германии (в качестве свидетеля).

### Служба после войны
С 1945 года до марта 1947 года — начальник Генерального штаба обороны Франции и генерал-инспектор Сухопутных войск.
С 1948 года — генерал-инспектор Вооружённых сил Франции.
После фельдмаршала Бернарда Лоу Монтгомери стал Верховным главнокомандующим сухопутными войсками в Западной Европе.
В 1950—1951 годах — Верховный комиссар в Индокитае и главнокомандующий французскими войсками на Дальнем Востоке во время Индокитайской войны. Под командованием де Латра французские силы сорвали стратегическое наступление Вьетминя, нанеся противнику серию поражений.
Умер в Париже от рака. Получил звание маршала Франции через 4 дня после смерти.

## Семья
В 1927 году женился на Симоне Клари де Ламазьер (фр. Simone Calary de Lamazière).
Во время Индокитайской войны, 30 мая 1951 года, потерял своего единственного сына Бернарда, погибшего в бою с солдатами Вьетминя.

## Награды
- Кавалер Большого креста ордена Почётного легиона
- Компаньон ордена Освобождения (20 ноября 1944 года)
- Воинская медаль (Франция)
- Военный крест 1914—1918 (3 пальмовые ветви и 2 золотые, 2 серебряные и 1 бронзовая звезда)
- Военный крест 1939—1945 (6 пальмовых ветвей)
- Военный крест иностранных театров военных действий (3 пальмовые ветви)
- Медаль за побег из плена
- Золотая медаль физического воспитания
- Золотая медаль здравоохранения
- Военный крест (Великобритания)
- Большой крест ордена Бани (Великобритания)
- Медаль «За выдающиеся заслуги» (США)
- Орден «Легион почёта» (США)
- Орден Суворова 1 степени (СССР)
- Кавалер Большого креста ордена Леопольда I (Бельгия)
- Военный крест 1 мировой (Бельгия)
- Кавалер Большого креста ордена Белого льва (Чехословакия)
- Военный крест (Чехословакия, 1939)
- Кавалер Большого креста ордена Святого Олафа (Норвегия)
- Кавалер Большого креста ордена Оранских-Нассау (Нидерланды)
- Командорский крест ордена Virtuti Militari (Польша)
- Кавалер Большого креста ордена Данеброг (Дания)
- Командор ордена «За заслуги» (Бразилия)
- Орден «Крест Грюнвальда» 1 степени (Польша)
- Кавалер Большого креста ордена Освободителя Сан-Мартина (Аргентина)
- Орден Военных заслуг (Куба)
- Орден Военных заслуг (Мексика)
- Кавалер Большого креста ордена Военных заслуг (Чили)
- Кавалер Большого креста Королевского ордена Камбоджи (Камбоджа)
- Кавалер Большого креста Национального ордена Вьетнама
- Кавалер Большого креста ордена Миллиона Слонов (Лаос)
- Кавалер Большого креста ордена Белого зонта (Лаос)
- Кавалер Большого креста ордена Алауитского трона (Марокко)
- Кавалер Большого креста ордена Крови (Тунис)
- Кавалер Большого креста ордена Чёрной звезды (Бенин)
- Большая золотая медаль SEP (1947)